# Ringkolbenzähler
Ringkolbenzähler sind unmittelbare Volumenzähler, auch Verdrängungszähler genannt. Das namensgebende Bauteil ist der Ringkolben. Das ist eine zylindrische Kappe mit einem Schlitz im Mantel. Die Bewegung des Ringkolbens wird mit einem Trennsteg in der Messkammer über diesen Schlitz geführt. Im Zentrum des Kappendeckels befindet sich eine Bohrung für den Messwellenzapfen. Beim Durchströmen der Messflüssigkeit durch die Messkammer rotiert das Zentrum des Kolbens und treibt ähnlich wie ein Kurbeltrieb die Messwelle an. Die durchgeflossene Flüssigkeitsmenge und die Anzahl der Umdrehungen der Messwelle sind dabei proportional.
Entscheidend ist, dass beim Durchströmen alle Hohlräume in den Messkammerteilen immer vollständig gefüllt und entleert werden. Ebenso müssen Spaltverluste an der Außenwand und der Trennstegführung berücksichtigt werden.
Nur inkompressible Medien mit geringer Viskosität können gemessen werden. Ein alltägliches Beispiel ist der Hauswasserzähler.

## Funktion

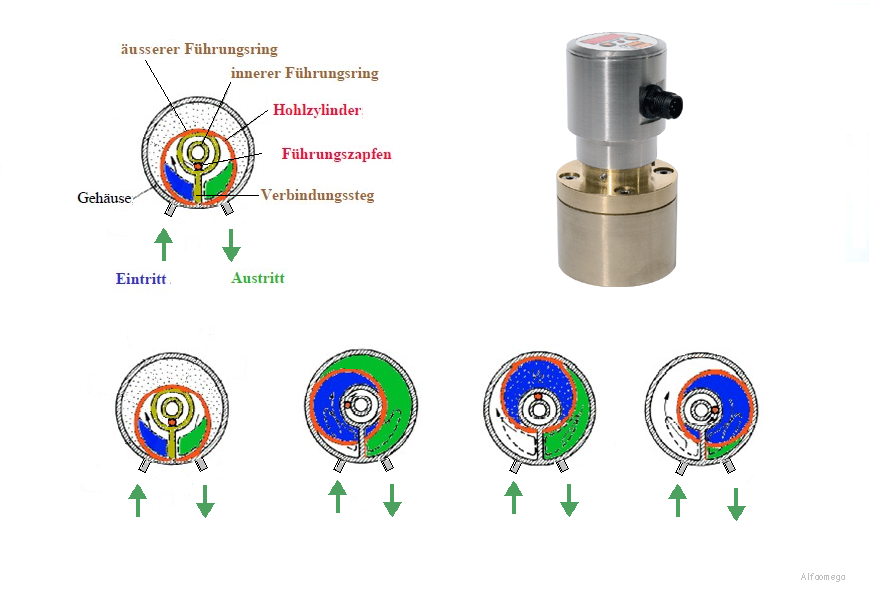
Funktion Ringkolbenzähler

Die Funktion des Ringkolbens beruht auf der fortlaufenden Abgrenzung von definierten Teilvolumina des Mengenstroms im Messwerk durch fortlaufendes Füllen und Entleeren des Messraumes.
Der Messraum besteht aus Wandungen der Messkammer und dem beweglichen Teil, dem Ringkolben. Der Ringkolben wird durch die Druckdifferenz zwischen Ein- und Austrittsseite des Messstoffes angetrieben. Die Drehzahlübertragung erfolgt mittels Magnet und Magnetfeldsensor. Der im Querschnitt U-förmige Ringkolben ist mit seinem Kolben- bzw. Führungszapfen in einem Ringraum am Messkammerboden und -deckel und außerdem mit seinem Schlitz an der Trennwand geführt. Beiderseits der Wand liegen Eintritts- und Austrittsöffnung. Sie sind durch den Ringkolben und die Trennwand abgedichtet.
Der einströmende Messstoff füllt die sichelförmigen Räume und dreht dabei den Ringkolben. Bei der Weiterbewegung wird dieser gefüllte Raum mit dem Austrittbereich wieder frei und entleert. Da beide sichelförmigen Räume, der innere sowie der äußere, gegeneinander versetzt angeordnet sind, tritt bei der Kolbenbewegung kein sogenannter Totpunkt auf. Der Kolben bewegt sich kontinuierlich entsprechend dem Messstrom weiter. Magnete im Ringkolben aktivieren dabei einen Reed-Schalter oder ein Halbleiter-Relais für die Detektion der Durchflussmengen.
Vorteil der Ringkolbenzähler ist, dass auch bei sehr geringen Durchflüssen (Tropfmengen) bereits eine Anzeige erfolgt. Die Genauigkeit ist allgemein besser als bei Mehrstrahlwasserzählern. Ringkolbenzähler sind auf Grund des Aufbaus jedoch empfindlicher gegen eingeschwemmte Schmutzpartikel (Abrieb, Blockierung). Der rotierende Kolben verursacht bei großen Durchflüssen hörbare Geräusche.

## Ausführungen
Nach dem Stand der Technik gibt es drei Varianten, wie das zu messende Medium durch den Ringkolbenzähler zu führen ist.
Bei der ersten Variante strömt das Wasser durch eine sichelförmige Öffnung im Boden der Messkammer ein und durch eine weitere sichelförmige Öffnung im Boden der Messkammer wieder aus. Dabei übt die Wasserströmung einseitige Kräfte auf den Ringkolben aus, so dass dieser eine erhöhte Reibung und Abnutzung erfährt. Beides beeinflusst die Messgenauigkeit.
Bei der zweiten Variante strömt das zu messende Wasser durch eine sichelförmige Öffnung im Boden der Messkammer ein und durch eine ebenfalls sichelförmige Öffnung im Deckel der Messkammer wieder aus. Einlass- und Auslassöffnung können ihre Position auch vertauschen. Auch hierbei werden auf den Ringkolben einseitige Kräfte ausgeübt, die die Messgenauigkeit ungünstig beeinflussen.
Bei der dritten Variante ist sowohl im Boden wie im Deckel der Messkammer je eine Einströmöffnung vorgesehen, durch die je eine Hälfte des zu messenden Wassers in die Messkammer einströmt. Rechteckige Schlitze im Mantel des Ringkolbens und im Mantel der Messkammer bilden die Auslassöffnungen. Aufgrund dieser Wasserführung kompensieren sich die auf den Ringkolben wirkenden axialen Strömungskräfte weitgehend selbsttätig.

## Anwendung

### Wasserversorgung
Einsatz als geeichter Hauswasserzähler. Üblicherweise wird beim Zählerwechsel nur der Messeinsatz getauscht, so dass das Gehäuse in der Leitung belassen werden kann.

#### Bauart WVG
Trockenläufer für kaltes Wasser.
- RTK
  - Nenndurchfluss Qn 1,5 m³/h  Nennweite DN 15 (1/2")
  - Nenndurchfluss Qn 2,5 m³/h  Nennweite DN 20 (3/4")
- Metrologische Klasse: C
- Betriebsdruck: 16 bar
- Betriebstemperatur: max. 40 °C
- Anzeige, Zählwerk 360° drehbar
- Zählwerk evakuiert

### Industrie

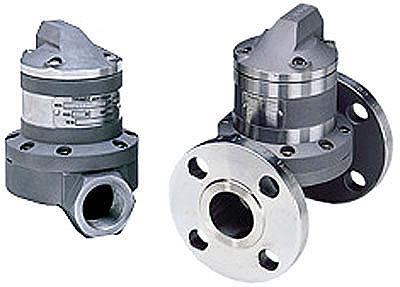
Industrie Ringkolben-Durchflussmesser

Der Ringkolbenzähler weist alle bauartbedingten Vorteile auf, die sich in vielen Prozesseinsätzen sowohl mit niedrigviskosen Flüssigkeiten, wie Lösemitteln, als auch mit Chemikalien und höher viskosen Flüssigkeiten, wie Ölen, Fetten und Lebensmittelgrundstoffen bewiesen haben.
Die verwendeten Konstruktionsmaterialien bei Industrieanwendungen sind aus Edelstahl. Mit Edelstahl kann ein weiter Anwendungsbereich in der Chemie abgedeckt werden. Dazu gibt es verschiedene korrosionsbeständige Dichtungsmaterialien. Für die meisten Ölprodukte, Rohöle und auch raffinierte Produkte, kann auch eine preiswertere Aluminiumvariante eingesetzt werden. Die maximalen Betriebstemperaturen liegen im Normalfall bei 120 °C. Für noch höhere Betriebstemperaturen werden Sonderausführungen bis 300 °C angeboten.
Für besondere Einsatzfälle stehen Varianten für hohe Betriebsdrücke von bis zu 350 bar zur Verfügung, die zum Beispiel in Hydraulikanlagen eingesetzt werden.
Die Messspanne der einzelnen Baugrößen beträgt bis zu 1:70. Der Zeitabstand der Impulse ist ein Maß für den Durchfluss und das Zählen ergibt die Gesamtmenge. Für die Auswertung stehen Vorort-Durchflussanzeiger, Zähler, Dosiersteuerungen etc. zur Verfügung, die auch in Explosionsgeschützter-Ausführung möglich sind.

## Vorteile

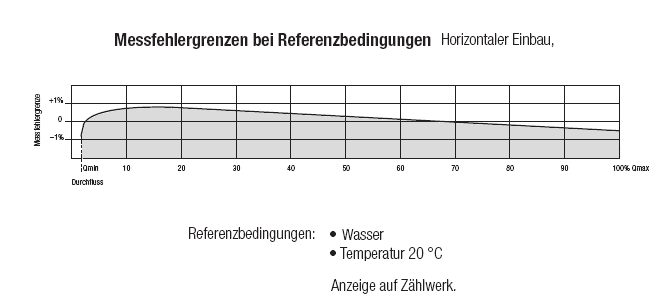
Typischer Messfehlerverlauf Ringkolbenzähler

- Messung von Flüssigkeiten hoher und geringer Viskosität
- Unabhängig vom Strömungsprofil, von der Leitfähigkeit oder Dämpfung
- Messungen bei hohen Betriebstemperaturen
- Messungen und Dosierungen ohne Hilfs-Energiequellen
- Mobile Einsätze, z. B. auch auf Fahrzeugen
- mit externer Beheizung lieferbar
- Einfache Installation, da keine ungestörten Ein- und Auslaufstrecken benötigt werden
- Lange Haltbarkeit
- Ringkolbenzähler zeichnen sich durch eine sichere Funktion in allen Einbaulagen und eine hervorragende Messgenauigkeit aus. Die Messgenauigkeit wird mit 0,5 % vom Messwert angegeben.
- Soll aus einiger Entfernung abgelesen werden, so können jederzeit entsprechende Module aufgesetzt werden. Dieses garantiert die rückwirkungsfreie Erfassung der Verbrauchsmengen und magnetische Manipulationssicherheit.
- Gute Annahmewahrscheinlichkeit bei Stichprobenverfahren zur Verlängerung der Eichgültigkeitsdauer, sofern keiner der geprüften Zähler blockiert.
- Schnelle Wartung möglich durch leichte Demontage
- Im Gegensatz zu Flügelradzählern gibt es bei Ringkolbenzählern keinen Nachlauf, der besonders bei kleinen Durchflussmengen die Genauigkeit eines Flügelradzählers herabsetzen kann.

## Nachteile
- im Vergleich zu Einstrahl- oder Mehrstrahlzähler empfindlicher gegen Fremdkörper (z. B. Sandkörner). Werden solche Fremdkörper eingeschwemmt, so können sie den Ringkolben blockieren.
- Geräuschentwicklung, besonders bei höheren Durchflüssen.